# Hélène Ryckmans

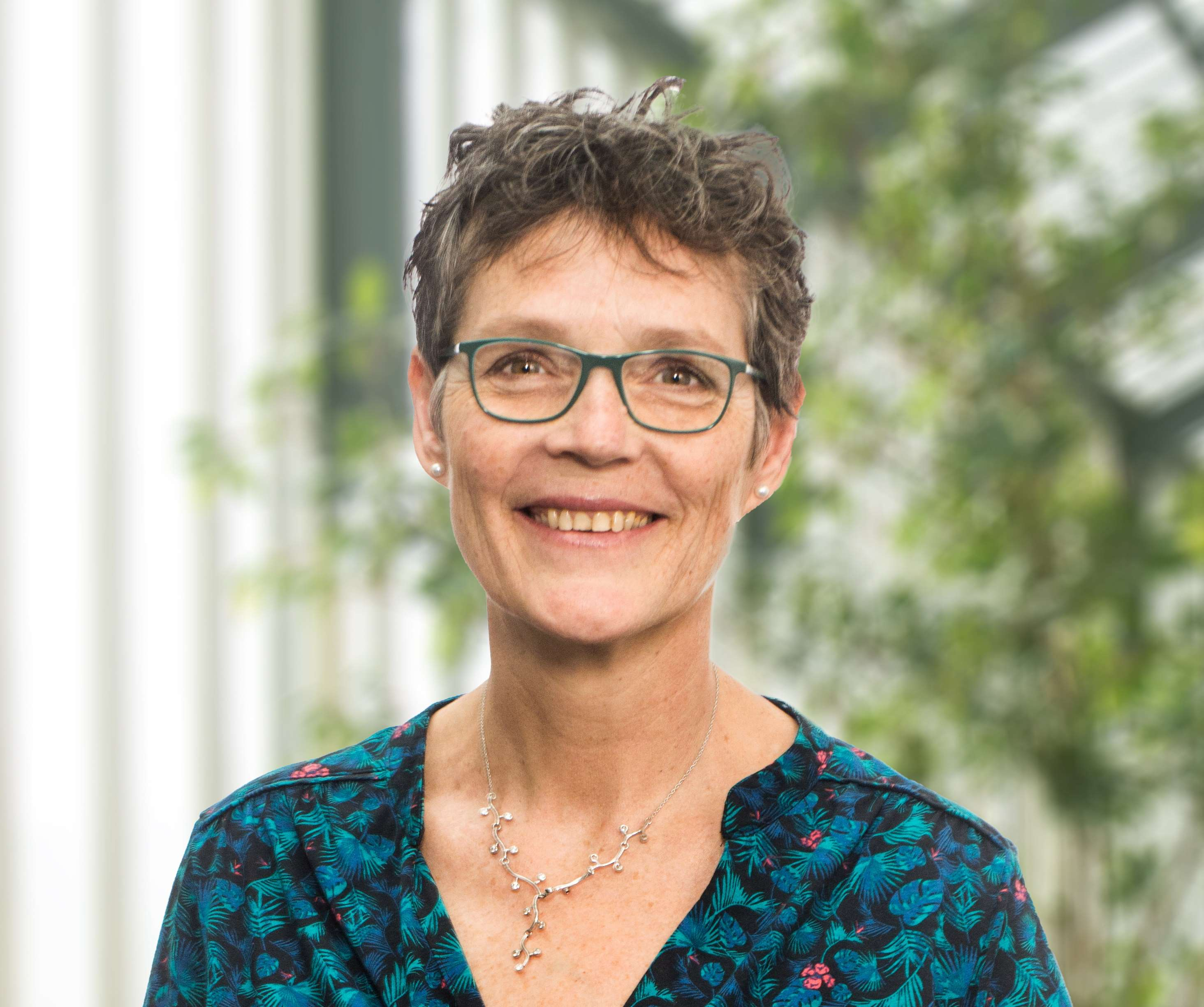
Hélène Ryckmans

Hélène Ryckmans (Thysville (Belgisch Congo), 20 mei 1959) is een Belgisch politica voor Ecolo.

## Levensloop
Ryckmans werd geboren in Belgisch-Congo. Haar grootvader Pierre Ryckmans was van 1934 tot 1946 gouverneur-generaal van de Belgische kolonie en haar vader André Ryckmans was koloniaal ambtenaar en werd gedood bij de onlusten die ontstonden na de onafhankelijkheid van Congo. Haar moeder Geneviève Ryckmans-Corin wist met haar kinderen te ontkomen en naar België te vluchten, waar ze politiek actief werd voor de christendemocratische PSC, de partij waarvoor ze van 1974 tot 1985 parlementslid was.
Hélène Ryckmans zelf studeerde in 1983 af in de sociologie en ontwikkelingsstudies aan de UCL. Ze trok vervolgens naar Senegal, waar ze van 1984 tot 1987 onderzoekster bij de ngo Enda Tiers Monde was. Na haar terugkeer naar België was ze van 1987 tot 1991 docente en onderzoekster aan het CIDEP, het internationaal centrum voor opleiding en onderzoek in bevolking en ontwikkeling van de UCL. Nadien was ze van 1995 tot 1997 onderzoeksassistente aan het departement voor bevolkings- en ontwikkelingswetenschappen van de UCL en van 1996 tot 2014 opdrachthouder bij de feministische ngo Le Monde selon des Femmes. Ook was ze van 1996 tot 2010 oprichtend bestuurder van de vzw AIDEP, de interdisciplinaire vereniging voor ontwikkeling, leefmilieu en bevolking dat in deze materies opleidingen aanbiedt voor Afrikaanse leidinggevenden. Daarnaast werd ze lid en later voorzitter van de CFD, de commissie voor vrouw en ontwikkeling, en werd ze in 2011 genomineerd voor de titel van Vrouw van de Vrede. In 2016-2017 zetelde hij bovendien in de raad van bestuur van de Franstalige Vrouwenraad van België.
In navolging van haar moeder engageerde Hélène Ryckmans zich in de politiek, zij het voor de partij Ecolo. Ze werd politiek secretaris van de lokale afdeling in Chastre en stelde zich in oktober 2000 kandidaat bij de gemeenteraadsverkiezingen en de provincieraadsverkiezingen, mar werd niet verkozen. In september 2002 werd ze echter alsnog provincieraadslid van Waals-Brabant in opvolging van Alain Trussart, die in het Waals Parlement ging zetelen. In januari 2004 kreeg ze de kans om eveneens in de gemeenteraad van Chastre te zetelen, maar door de strenge decumulregels binnen Ecolo besloot ze het mandaat niet op te nemen en in de provincieraad te blijven zetelen. Ryckmans bleef provincieraadslid tot eind 2006 en daarna zetelde ze van 2006 tot 2015 in de gemeenteraad van Chastre, waar ze fractieleider werd voor haar partij. Sinds 2018 oefent ze deze laatste functie opnieuw uit.
Bij de Waalse verkiezingen van mei 2014 werd Ryckmans verkozen in het arrondissement Nijvel en vervolgens nam ze zitting in het Waals Parlement en het Parlement van de Franse Gemeenschap, waar ze uiteindelijk tot in juni 2024 zou zetelen. Als Waals Parlementslid legde ze een grote activiteit aan de dag en diende ze talloze schriftelijke en mondelinge vragen en voorstellen tot decreet en resolutie in. Ze bekritiseerde in de legislatuur 2014-2019 de Waalse strategie inzake ruimtelijke ordening en mobiliseerde tegen het gebruik van pesticiden in het algemeen en glyfosaat in het bijzonder en de overexploitatie van bossen om de vegetatieve biodiversiteit te versterken. Ook ijverde ze voor een hervorming van de dienstencheques, de totstandkoming van een nationaal energiepact voor de transitie naar hernieuwbare energie en maatregelen om de tewerkstelling bij jongeren te verbeteren. Daarnaast ondertekende ze voorstel voor decreet dat voorzag in de ondersteuning van centra voor familiale planning in het voorzien van noodcontraceptie, zelfs in afwezigheid van een arts en was ze een van de gangmakers achter een voorstel tot resolutie om de steun van het Waals Parlement uit te spreken voor arts Denis Mukwege en zijn inzet voor de strijd tegen seksueel geweld tegen vrouwen in conflictgebieden in Congo.
In de legislatuur 2019-2024 was Ryckmans in het Waals Parlement lid van de commissie Algemene Zaken en Internationale Betrekkingen en vicevoorzitter van de commissie voor de gelijkheid van kansen tussen mannen en vrouwen. Ze volgde internationale dossiers op en liet resoluties goedkeuren inzake persvrijheid, de bescherming van mensenrechten en de strijd tegen de doodstraf. Daarnaast was ze in 2020 een van de vicevoorzitters van de bijzondere commissie belast met de controle op de Waalse regering in het kader van het beheer van de coronacrisis. In het Parlement van de Franse Gemeenschap was Ryckmans dan weer van 2019 tot 2024 vicevoorzitter van de commissie Algemene Zaken en Internationale Betrekkingen, die vanaf 2023 tevens bevoegd was voor Onderwijs voor Sociale Promotie en Sport.
Bovendien zetelde Ryckmans van 2014 tot 2024 in de Senaat, als deelstaatsenator afgevaardigd vanuit het Parlement van de Franse Gemeenschap. Bij de Waalse verkiezingen van juni 2024 ambieerde ze geen nieuw parlementair mandaat meer en werd ze voorlaatste opvolger in het arrondissement Nijvel.